# NGC 1552
NGC 1552 este o galaxie lenticulară situată în constelația Eridanul. A fost descoperită în 1 ianuarie 1786 de către William Herschel. Se află la o distanță de 61,38 de megaparseci de Pământ.